# Erythronychia hirticeps
Erythronychia hirticeps är en tvåvingeart som beskrevs av Malloch 1932. Erythronychia hirticeps ingår i släktet Erythronychia och familjen parasitflugor. Inga underarter finns listade i Catalogue of Life.